# Бейрутская фондовая биржа
Бейрутская фондовая биржа — фондовая биржа в Ливане, считается одной из старейших в регионе. Располагается в Бейруте.

## История
История биржи начинается с 1920 года, когда на ней началась торговля золотом и валютные операции. Расцвет биржи начался в 1930-е годы в связи с созданием совместных французско-ливанских акционерных обществ, акции которых торговались как во Франции, так и в Ливане. В 1983 году площадка фактически перестала существовать в связи с началом гражданской войны в стране, а в 1995 году работа была возобновлена. В 2006 году была запущена система дистанционных торгов на бирже.

## Биржа сегодня
На сегодняшний день на бирже торгуются акции 15 компаний преимущественно финансового сектора.
По правилам биржи торги могут быть остановлены, если в течение сессии будет рост или падение на 5 %, как, например, это было в 2006 году.
Бейрутская фондовая биржа является государственным учреждением. Её руководство назначается Советом министров Ливана в соответствии с предложением министра финансов.
Предварительная торговая сессия длится с 9 до 9:30 утра, основное торговое время — до 12:30 по местному времени. Выходными днями считаются суббота, воскресенье, а также праздничные дни.